# José Ramón Ayllón
José Ramón Ayllón Vega (Cantabria, 1955) es un filósofo y escritor español.

## Vida
Licenciado en Filosofía y Letras por la Universidad de Oviedo, es especialista universitario en Bioética por la Universidad de Valladolid y coordinador editorial de Nueva Revista. Ha sido profesor de Antropología Filosófica y Ética en la Universidad de Montevideo y en la Universidad de Navarra.
Ha escrito diversas biografías, como: "El hombre que fue Chesterton"y "Sophie Scholl contra Hitler"; ensayos como "El mundo de las ideologías", "Diez claves de la educación","Diez ateos cambian de autobús", "La buena vida", "Los pilares de Europa: historia y filosofía de occidente", "Orígenes: El universo, los seres vivos, el hombre, los errores de Darwin"y "Desfile de modelos" (finalista en el premio Anagrama de ensayo). Entre sus novelas: "Querido Bruto", "Etty en los barracones", "Otoño azul", "Vigo es Vivaldi" y "Diario de Paula".
Ha colaborado en Aceprensa, publicando varias reseñas y algunos artículos —la importancia de los hábitos—

## Publicaciones
Ha escrito novela, ensayo, biografía y libros de texto:
- 1992: En torno al hombre; Introducción a la Filosofía, Madrid, Ediciones Rialp, 296 pp. (2017, 13ª ed.)
- 1997: Filosofía 1º Bachillerato Edelvives
- 1997: Ética, 4º ESO Casals
- 1998: Historia de la filosofía, 2º Bachillerato Edelvives
- 1998: Desfile de modelos (Análisis de la conducta ética) Finalista en el Premio anagrama de Ensayo. Madrid, Ediciones Rialp, 224 pp.
- 1998: Ética razonada Palabra
- 1999: ¿Es la filosofía un cuento chino? Desclée de Brouwer
- 2000: Vigo es Vivaldi Novela editada por Bruño, que formará cuarteto con "Palabras en la arena", "Diario de Paula" y "Otoño azul".
- 2000: Filosofía 1º Bacharelato Ed. Tambre, en gallego.
- 2001: Curso de ética para jóvenes
- 2001: Luces en la caverna. Historia y fundamentos de la ética
- 2002: Dios y los náufragos[17]
- 2003: Diario de Paula, Bruño.
- 2003: Ética y buena vida
- 2004: Historia de la filosofía. Ariel
- 2005: 10 claves de la educación, Palabra
- 2006: Introducción a la ética
- 2007: Palabras en la arena
- 2007: 10 claves para educar con éxito
- 2007: Filosofía mínima'
- 2008: Querido Bruto
- 2008: La buena vida otra ética para la ciudadanía
- 2008: Filosofía y ciudadanía
- 2008: Mitología moderna
- 2009: 10 ateos cambian de autobús
- 2009: Otoño azul
- 2009: Tal vez soñar filosofía en la gran literatura
- 2010: Diez claves de la educación
- 2011: Antropología filosófica
- 2012: El eclipse de Dios: viejos náufragos y nuevos ateos
- 2012: La película de la vida : el universo, la vida, la evolución, el hombre
- 2012: Los nuevos mitos
- 2013: Antropología paso a paso
- 2013: Los pilares de Europa : historia y filosofía de Occidente
- 2014: Comprender la evolución
- 2014: Palabras en la arena
- 2015:  Vigo es Vivaldi
- 2019: El mundo de las ideologías
- 2023: Breve historia de Occidente: De la Grecia clásica al siglo XXI, Madrid, Ediciones Rialp, 234 pp.